# 1178 Irmela
1178 Irmela eller 1931 EC är en asteroid i huvudbältet, som upptäcktes 13 mars 1931 av den tyske astronomen Max Wolf. Den har fått sitt namn efter Irmela Ruska, hustru till nobelpristagaren Ernst Ruska.
Asteroiden har en diameter på ungefär 19 kilometer.